# Nicolae Martinescu
Nicolae Martinescu (24. února 1940 Vișani, Rumunsko - 1. dubna 2013 Bukurešť, Rumunsko) byl rumunský zápasník, reprezentant v zápase řecko-římském, olympijský šampion, stříbrný z mistrovství světa a mistr Evropy.

## Kariéra
Čtyřikrát startoval na olympijských hrách. Při své premiéře v roce 1964 v Tokiu vybojoval v lehké těžké váze čtvrté místo. O čtyři roky později, v roce 1968 na hrách v Mexiku, dosáhl v této kategorii na bronzovou medaili. Největšího úspěchu pak dosáhl v roce 1972 na hrách v Mnichově, kde v těžké váze vybojoval zlatou medaili. Na své poslední olympiádě, v roce 1976 v Montréalu, obsadil ve stejné kategorii dělené sedmé místo.